# Рольф Вутманн
Рольф Фріц Карл Віллі Вутманн (нім. Rolf Fritz Karl Willy Wuthmann; 26 серпня 1893, Кассель — 10 жовтня 1977, Мінден) — німецький воєначальник, генерал артилерії вермахту. Кавалер Лицарського хреста Залізного хреста.

## Біографія
9 квітня 1912 року вступив в 40-й полк польової артилерії. Учасник Першої світової війни; воював на Східному фронті. Після демобілізації армії залишений в рейхсвері, служив на командних і штабних посадах. З 1927 року служив у відділі «Т-3» Імперського військового міністерства, потім у відділі «Т-1» Військового управління. З 1932 року знову служив на командних посадах в артилерії. З 1938 року начальник оперативного відділу (1-й офіцер Генштабу) 6-го Головного командування в Ганновері. З 26 серпня 1939 року — начальник оперативного відділу 4-ї армії. З 15 листопада 1940 року — начальник штабу 16-ї армії. Учасник німецько-радянської війни. З 1 квітня 1942 року — начальник штабу 15-ї армії. З 2 травня 1942 року — командир 295-ї піхотної дивізії. Учасник Сталінградської битви. З 3 грудня 1943 по 20 квітня 1945 року — командир 9-го армійського корпусу. 9 травня 1945 року взятий в полон союзниками на острові Борнгольм і переданий радянській військовій владі. 9 липня 1949 року Військовим трибуналом військ МВС Мінської області засуджений до 25 років ув'язнення в таборах. 9 жовтня 1955 року репатрійований.

## Звання
- Фанен-юнкер (9 квітня 1912)
- Лейтенант (20 листопада 1913)
- Оберлейтенант (1 жовтня 1922)
- Гауптман (1 лютого 1928)
- Майор (1 серпня 1934)
- Оберстлейтенант (1 січня 1937)
- Оберст (1 серпня 1939)
- Генерал-майор (1 лютого 1942)
- Генерал-лейтенант (1943)
- Генерал артилерії (1 лютого 1944)

## Нагороди
- Залізний хрест 2-го і 1-го класу
- Нагрудний знак «За поранення» в чорному
- Почесний хрест ветерана війни з мечами
- Медаль «За вислугу років у Вермахті» 4-го, 3-го, 2-го і 1-го класу (25 років)
- Застібка до Залізного хреста
  - 2-го класу (12 вересня 1939)
  - 1-го класу (28 вересня 1939)
- Німецький хрест в золоті (26 січня 1942)
- Медаль «За зимову кампанію на Сході 1941/42»
- Лицарський хрест Залізного хреста (22 серпня 1944)